# Сотниченко Свирид
Сотниченко Свирид (близько 1880, ст. Пашківська — 5 січня 1919, м. Катеринодар) — кубанський бандурист, громадсько-політичий діяч, кооператор, член Кубанської ради (1917). Учасник першої Київської Капели бандуристів у 1918 р. 5 січня 1919 р. розстріляний більшовиками.
Народився в ст. Пашківська на Кубані. Двоюрідний брат кубанського бандуриста і бандурного майстра Антона Чорного (1891 — 1972). Грав на бандурі кубанського майстра. Перші уроки одержав від бандуристів ст. Пашківської. Удосконалював мистецтво гри, навчаючись у Першій кубанській кобзарській школі (1913). Учень В. Ємця.
«Це був вельми свідомий та патріотичний козак-соборник, що вірив в одну Українську — козацьку державу» (Василь Ємець).
Виступав як соліст та у дуеті з дружиною — Н. Сотниченко. Розстріляний денікінською контррозвідкою у м. Катеринодар разом із національно свідомими козаками-чорноморцями (українцями) Євдокимом Плохим, Василем Тараном та Іваном Шпаком.